# بيتر بي. بست
بيتر بي. بست (بالإنجليزية: Peter B. Best)‏ هو عالم حيوانات جنوب أفريقي، ولد في 1939، وتوفي في 22 أبريل 2015.